# Zoológico de Alipore
Zoológico de Alipore, também conhecido informalmente de Zoológico de Calcutá ou Zoológico de Kolkota, é o mais antigo jardim zoológico da Índia e está localizado na cidade de Calcutá (atualmente Kolkota), no estado de Bengala Ocidental. O zoológico foi o lar de Adwaita, uma espécime de Geochelone gigantea, que acreditava-se ter 250 anos de idade. Alipore mantém um programa de reprodução em cativeiro para a subespécie de cervo Cervus eldii eldii, ameaçada de extinção. Outro programa de reprodução de híbridos do gênero Panthera tem sido altamente criticado pelas comunidades de zoológicos e conservacionistas do mundo todo.